# Periquito-arco-íris

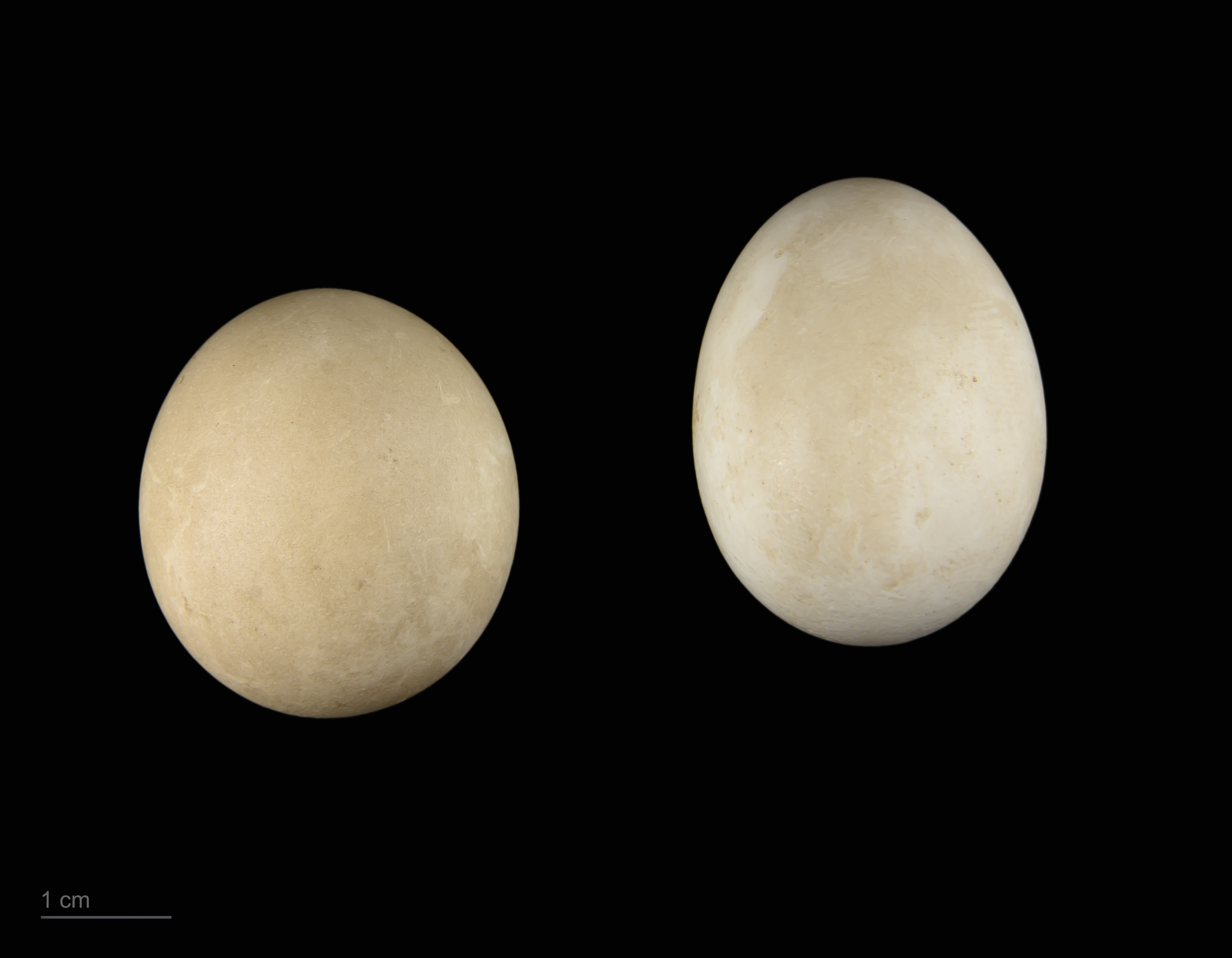
Trichoglossus haematodus - MHNT

O periquito-arco-íris, também lóris-arco-íris (nome científico: Trichoglossus haematodus) é uma espécie de ave da família Psittacidae, que é encontrada na Austrália, Indonésia, Ilhas Salomão, Nova Caledônia, Vanuatu e Papua Nova Guiné. A espécie possui um padrão de cor completamente diferente de outras espécies, tendo as penas das cores do arco-íris, o que dá origem ao seu nome. São aves bastante ativas, podendo ser encontradas em bosques, florestas tropicais e áreas urbanas arborizadas. Se alimentam de frutas, sementes, insetos e néctar, e para isso possuem uma língua especializada que é revestida por pelos. Costumam fazer um enorme barulho durante o voo, e durante a época reprodutiva, as fêmeas depositam e chocam seus ovos em buracos em madeira em decomposição. Após o nascimento da ninhada, os machos ficam responsáveis pela alimentação.